# Shamrock (Saskatchewan)
Shamrock es un pueblo canadiense situado en la provincia de Saskatchewan.

## Superficie
Shamrock tiene una superficie de 0,79 km².

## Demografía
En 2021, tenía 20 habitantes, una densidad poblacional de 25,4 hab./km², y 15 viviendas.